# Theta2 Eridani
Título a ser usado para criar uma ligação interna é Theta2 Eridani.
Theta2 Eridani (Eridani)  Estrela binária na direção da constelação de Eridanus. Acamar, Achernar, do árabe Al Ahir Al Nahr "O Final do rio"  possui uma ascensão reta de 02h 58m 16.30s e uma declinação de −40° 18′ 16.0″. Sua magnitude aparente é igual a 4.35. Sua distância em relação à Terra é de 161 anos-luz.